# Communauté rurale de Diender
Diender est une Commune du Sénégal située à l'ouest du pays. 
Elle fait partie de l'arrondissement de Keur Moussa, du département de Thiès et de la région de Thiès.